# Qahtan al-Shaabi

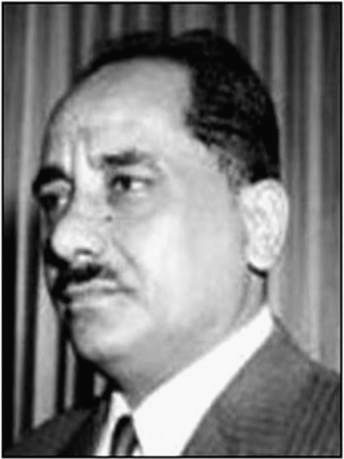
Qahtan al-Shaabi

Qahtan Muhammad al-Shaabi (1920-1976) was president van Zuid-Jemen van 30 november 1967 tot 22 juni 1969. al-Shaabi behoorde tot het linkse Nationaal Bevrijdingsfront (NLF) dat een guerrillastrijd voerde tegen de Britse kolonisator. 
Nadat de NLF Aden (of Zuid-Jemen) had bevrijd, werd al-Shaabi tot president van de Volksrepubliek Zuid-Jemen gekozen (november 1967). Hij voerde een gematigde politiek. Extreem linkse elementen binnen zijn regering namen echter in januari 1968 ontslag en linkse rebellen namen de macht over in diverse provincies, waarna een burgeroorlog ontstond. In 1969 werd al-Shaabi als president afgezet.